# Girovce
Girovce este o comună slovacă, aflată în districtul Vranov nad Topľou din regiunea Prešov, pe malul râului Oľka, river⁠(d). Localitatea se află la altitudinea de 155 m deasupra n.m., se întinde pe o suprafață de 2,75 km2 și în 2017 număra 56 de locuitori.

## Istoric
Localitatea Girovce este atestată documentar din 1408.

## Demografie
| An:                | 1994 | 2004    | 2014    | 2024    |
| ------------------ | ---- | ------- | ------- | ------- |
| Număr de persoane: | 86   | 70      | 62      | 51      |
| Diferență:         |      | −18,60% | −11,42% | −17,74% |

| An:                | 2023 | 2024 |
| ------------------ | ---- | ---- |
| Număr de persoane: | 51   | 51   |
| Diferență:         |      | +0%  |